# قره‌آیی
قره‌آیی یک روستا در ایران است که در دهستان قلعه‌جوق شهرستان ماه‌نشان واقع شده‌است. قره‌آیی ۱۱۹ نفر جمعیت دارد.